# Route européenne 653
Pour les articles homonymes, voir Route 653.
La route européenne 653 est une route reliant Letenye à Maribor,.